# Elias Janzon
Gustaf Elias Janzon, född 25 november 1859 i Stockholm, död 24 juni 1929 i Göteborg, var en svensk filolog och översättare.
Janzon blev filosofie doktor i Uppsala 1894 med avhandlingen De sublimitate libellus, var docent i klassisk filologi vid Göteborgs högskola 1895–1925 samt sekreterare i högskolans styrelse 1899–1921. Janzon har särskilt blivit känd för sina tolkningar av Catullus, Ovidius och Sextus Propertius. Han är begravd på Östra kyrkogården i Göteborg.

## Skrifter (urval)
- De sublimitate libellus in patrium sermonem conversus adnotationibusque instructus (Upsaliæ, 1894) [Avhandling: Uppsala universitet]
- Q. Horatius Flaccus: ett skaldeporträtt från Augusti tid (Wettergren & Kerber, 1899)
- Invigningen af Göteborgs högskolas byggnad den 18 och 19 september 1907: festberättelse (W. Zachrisson, 1908)

## Översättningar
- Sextus Propertius: Sexti Propertii Elegiae (Göteborgs högskola, 1903–1917) [Tryckt i Göteborgs högskolas årsskrift, 1903, 1908, 1911, 1917]
- Ovidius: P. Ovidii Nasonis Ars amatoria (Göteborgs högskola, 1921–1923) [Tryckt i Göteborgs högskolas årsskrift, 1921, 1922, 1923]
- Ovidius: P.Ovidii Nasonis Fasti (Göteborgs högskola, 1924–1926) [Tryckt i Göteborgs högskolas årsskrift, 1924, 1925, 1926]
- Ovidius: Konsten att älska (Ars amatoria) (Bonnier, 1925). Senaste uppl. 1992

## Priser och utmärkelser
- 1912 – Letterstedtska priset för översättningen av tredje bandet av Sextus Propertius Sexti Propertii Elegiae